# Tàu tuần dương bọc thép

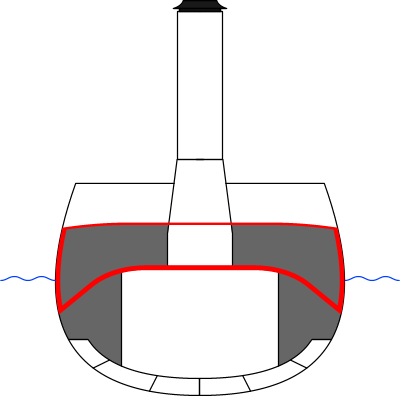
Sơ đồ cắt ngang một chiếc tàu tuần dương bọc thép tiêu biểu trình bày sơ đồ bảo vệ. Những đường đỏ là các lớp sàn tàu bọc thép phía trên và phía giữa cùng đai giáp bên hông lườn tàu, các vùng xám là các hầm than bảo vệ hai bên, và đáy lườn tàu gồm hai lớp kín nước. Động cơ được bố trí bên trong khu vực được bảo vệ.

Tàu tuần dương bọc thép (tiếng Anh: armored cruiser hay armoured cruiser) là một kiểu tàu tuần dương, một loại tàu chiến, lớn có từ cuối thế kỷ 19 đến đầu thế kỷ 20. Tàu tuần dương bọc thép được bảo vệ bằng một đai giáp bên hông lườn tàu tăng cường cho sàn tàu bọc thép và các hầm than bảo vệ vốn là đặc trưng cho kiểu tàu tuần dương bảo vệ. Tàu tuần dương bọc thép là những lực lượng tham chiến chủ yếu trong hai trận hải chiến: trận chiến ngoài khơi Ulsan trong cuộc Chiến tranh Nga-Nhật, và trận Coronel trong Chiến tranh Thế giới thứ nhất, cũng như đóng những vai trò quan trọng trong các trận chiến khác vào giai đoạn này.
Sự phát triển của đạn pháo nổ vào giữa thế kỷ 19 đã khiến cho việc sử dụng các tàu chiến bọc thép là điều không thể tranh khỏi, cho dù chúng nặng nề và chi phí cao. Tàu tuần dương bọc thép bắt đầu xuất hiện trong hải quân các cường quốc Phương Tây vào khoảng năm 1873 và kiểu tàu này được tiếp tục chế tạo cho đến năm 1908. Vào khoảng thời gian này, chúng nhanh chóng bị vượt trội bởi loại tàu chiến mới "toàn súng lớn" kiểu dreadnought, đang kể là các tàu chiến-tuần dương, vốn có ưu thế trên mọi khía cạnh và do đó thay thế các tàu tuần dương bọc thép.

## Sự tiến triển và thiết kế

### Các kiểu ban đầu

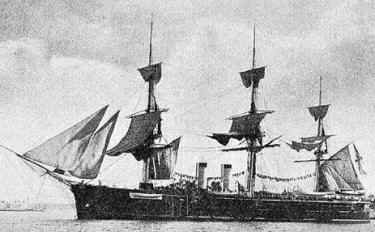
Tàu tuần dương bọc thép Nga General-Admiral (1873)

Những chiếc tàu chiến kiểu tuần dương được bọc thép đầu tiên là tàu chiến Nga General-Admiral (1873) và chiếc tàu chiến Anh Shannon (1875), cho dù chiếc sau thoạt tiên được biết như là một tàu hộ tống bọc sắt.

### Tàu tuần dương bọc thép hiện đại

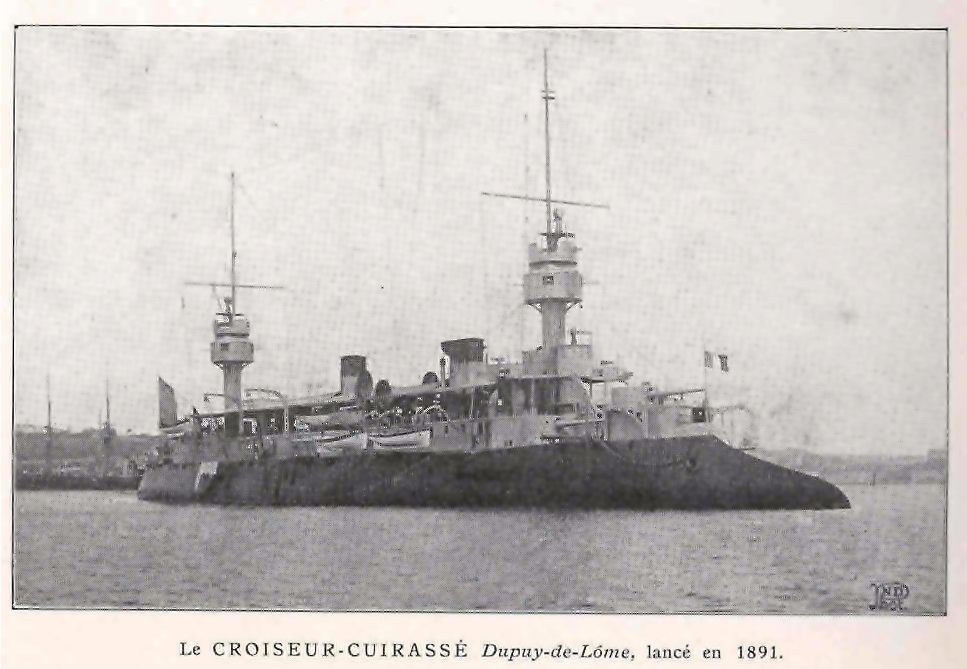
Dupuy de Lôme (1887)

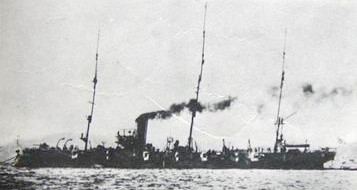
Chiyoda (1890)

Chiếc tàu tuần dương bọc thép thực sự đầu tiên là chiếc Dupuy de Lôme của Hải quân Pháp được hạ thủy vào năm 1887. Cùng trong năm này, tàu tuần dương bọc thép Nga Ryurik cũng được đưa ra hoạt động. Tuy nhiên, thiết kế được chấp nhận là kiểu mẫu cho tàu tuần dương bọc thép là của chiếc tàu tuần dương Chiyoda được chế tạo tại Clyde cho Hải quân Đế quốc Nhật Bản. Các tiến bộ thực hiện trên Chiyoda xoay quanh việc áp dụng kiểu động cơ hơi nước ba buồng bành trướng đặt dọc. Khác với loại động cơ ba buồng bành trướng (TE) đặt ngang, vốn chiếm chỗ suốt chiều ngang con tàu, loại động cơ TE đặt dọc có thể bố trí sát với trục dọc của con tàu và được bao bọc bởi một lớp bảo vệ bao gồm đai giáp và hầm chứa than hai bên hông và sàn tàu bọc thép bên trên. Điều này đã cung cấp một khu vực được bảo vệ rộng hơn bên trong con tàu nơi mà hệ thống động lực được bảo vệ khỏi mảnh đạn nổ và duy trì được độ kín nước. Chiyoda quá nhỏ để có thể được xem là một tàu tuần dương bọc thép thực sự, nhưng nó đã đặt ra một khuôn mẫu cho các kiểu tàu chiến tiếp theo sau.
Chiếc tàu tuần dương bọc thép cuối cùng được chế tạo vào khoảng năm 1910. Vào lúc này chúng nhanh chóng bị vượt trội bởi các tiến bộ kỹ thuật như là thiết giáp hạm dreadnought "toàn súng lớn" vận hành bằng động cơ turbine hơi nước, và việc áp dụng dầu là nhiên liệu đốt lò khiến cho cấu trúc mới không thể dựa vào sự bảo vệ bởi các hầm chứa than. Tàu tuần dương bọc thép được thay thế trực tiếp trong các hạm đội chiến trận bởi những tàu chiến-tuần dương lớn hơn, nhanh hơn và trang bị vũ khí tốt hơn. Vì vậy, các tàu tuần dương bọc thép lớn trở nên lạc hậu và chỉ có các tàu tuần dương hạng nhẹ được chế tạo từ giai đoạn đó. Các tàu tuần dương bọc thép còn lại được sử dụng trong tuần tra và các vai trò thứ yếu cho đến khi kết thúc Chiến tranh Thế giới thứ hai.
Cần lưu ý là Hải quân Hoàng gia xếp loại cả tàu tuần dương bọc thép lẫn tàu tuần dương bảo vệ có kích cỡ và vũ khí tương đương như là "tàu tuần dương hạng nhất". Vì vậy, những tàu tuần dương hạng nhất được chế tạo từ lớp Orlando (1886) cho đến lớp Cressy (1897), nói một cách chặt chẽ, đều là những tàu tuần dương bảo vệ, vì chúng đều thiếu một đai giáp.

### Các kiểu mẫu

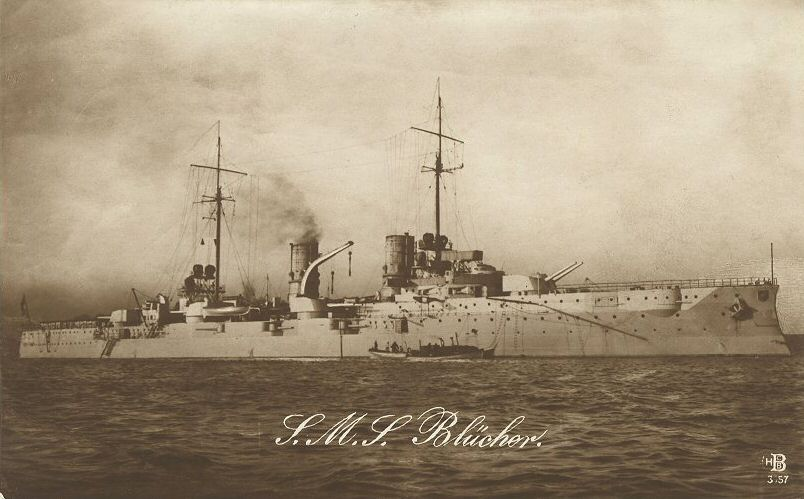
Tàu tuần dương bọc thép Đức Blücher (1908)

Các tàu tuần dương bọc thép ban đầu nói chung có trọng lượng rẽ nước 6.000–12.000 tấn với tốc độ 33–37 km/h (18–20 knot). Kiểu tàu này đạt đến giai đoạn hoàng kim 1906–1908 với trọng lượng rẽ nước 14.000–16.000 tấn và tốc độ 41–43 km/h (22–23 knot). Vũ khí tiêu biểu là hai hoặc bốn pháo cỡ nòng lớn ở hai đầu con tàu, thường là cỡ nòng trong khoảng 190–254 mm (7,5–10 inch), và độ một tá pháo cỡ 152 mm (6 inch) hoặc tương đương hai bên lườn.
Ví dụ, chiếc đầu tiên của Nga Rurik (1892) được trang bị bốn khẩu pháo 203 mm (8 inch), mười sáu pháo 152 mm (6 inch) và sáu pháo 120 mm (4,7 inch); Victor Hugo (1904) của Pháp có bốn khẩu 194 mm (7,6 inch) và mười sáu khẩu 164 mm (6,5 inch). Lớp Monmouth (1901) có số lượng lớn của Anh là một ngoại lệ, khi thiết kế nhấn mạnh đến vai trò bảo vệ hàng hải thương mại hơn là các vai tr̀ò của hạm đội, với dàn hỏa lực đồng nhất mười bốn khẩu 152 mm (6 inch). Sau này tàu tuần dương bọc thép được tăng cường vũ khí mạnh hơn, như HMS Warrior (1905) của Anh có sáu khẩu 234 mm (9.2 inch) và bốn khẩu 190 mm (7,5 inch); SMS Blücher (1909) của Đức có mười hai khẩu 210 mm (8,2 inch) và tám khẩu 150 mm (5,9 inch); và chiếc Rurik thứ hai của Nga (1906, do Vickers chế tạo) với mười khẩu 254 mm (10 inch), tám khẩu 203 mm (8 inch) và hai mươi khẩu 120 mm (4,7 inch).

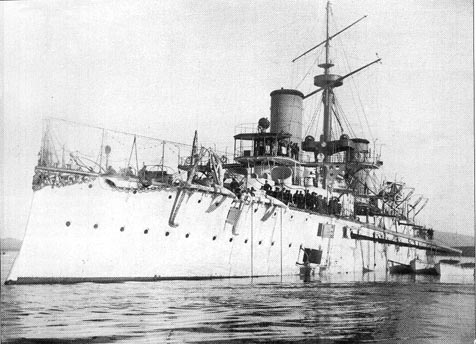
Tàu tuần dương bọc thép Argentina ARA Garibaldi

Năm 1893, Ý thiết kế và chế tạo lớp Giuseppe Garibaldi, vốn bao gồm 10 tàu: 3 chiếc phục vụ cho Hải quân Ý, số còn lại được xuất khẩu: Cristobal Colón được bán cho Hải quân Tây Ban Nha, Kasuga và Nishin cho Hải quân Đế quốc Nhật Bản, và Garibaldi, San Martín, Belgrano cùng Pueyrredón cho Hải quân Argentine.

### Tàu tuần dương bọc thép của Hải quân Hoa Kỳ

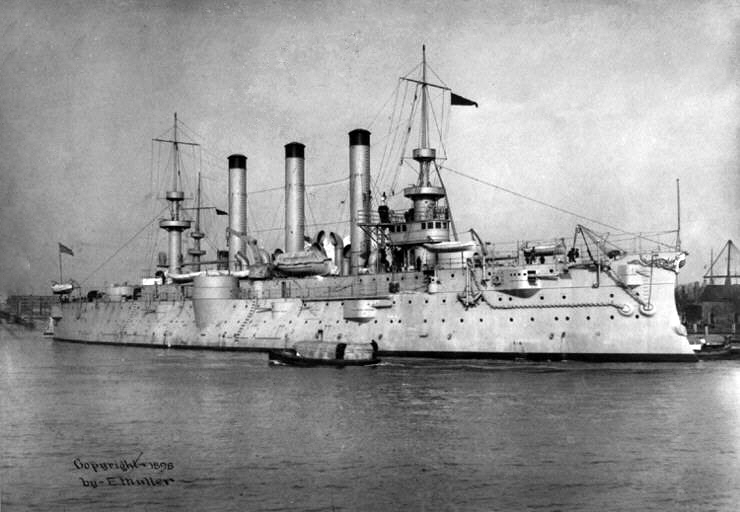
USS Brooklyn (ACR-3) (1898)

Chiếc tàu tuần dương bọc thép đầu tiên của Hải quân Hoa Kỳ là chiếc USS Maine, mà sự kiện nó bị nổ tung tại Cuba năm 1898 đã trực tiếp châm ngòi cho cuộc Chiến tranh Tây Ban Nha-Hoa Kỳ. Được hạ thủy năm 1889, nó có đai giáp dày từ 178 đến 305 mm (7-12 inch) và vỏ giáp sàn tàu 25–102 mm (1-4 inch). Nó được xếp lớp lại như một "thiết giáp hạm hạng hai" vào năm 1894, một sự thỏa hiệp vụng về phản ảnh sự chậm chạp so với các tàu tuần dương khác, và sự yếu kém so với những thiết giáp hạm hạng nhất vào thời đó.
New York, được hạ thủy vào năm 1895, được bảo vệ kém hơn Maine, khi chỉ có đai giáp 76 mm (3 inch) và sàn tàu 76–152 mm (3-6 inch). Brooklyn là một phiên bản cải tiến của New York bao gồm những đặc tính thiết kế của Olympia. Không lâu sau cuộc Chiến tranh Tây Ban Nha-Hoa Kỳ, Hải quân Mỹ đóng sáu tàu tuần dương bọc thép lớp Pennsylvania, rồi được tiếp nối hầu như ngay lập tức bởi bốn chiếc khác thuộc lớp Tennessee. Mười chiếc này thường được gộp chung lại khi được gọi là "big ten" (mười ông lớn).

### Trận Tsushima

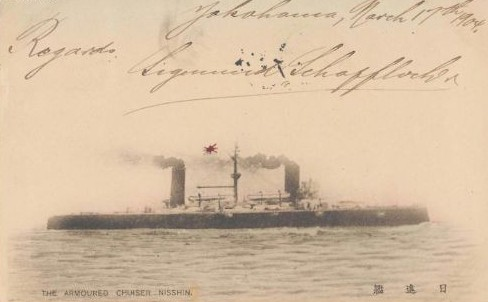
Tàu tuần dương bọc thép Nhật Nisshin (1905)

Tàu tuần dương bọc thép đã được Nhật Bản sử dụng thành công trong hàng chiến trận trong trận Tsushima năm 1905. Trong số những hư hại chiến trận mà Hạm đội Nhật phải chịu đựng trong trận này, tàu tuần dương bọc thép Nisshin chịu đựng số lượng pháo bắn trúng đứng thứ hai, chỉ sau thiết giáp hạm Mikasa. Nisshin bị bắn trúng 13 phát, bao gồm một quả đạn pháo 228 mm (9 inch) và sáu quả 305 mm (12 inch); tuy nhiên nó vẫn xoay xở để ở lại trong hàng chiến trận, chứng minh cho hy vọng của những nhà thiết kế: một tàu tuần dương có khả năng đứng vững trong hành chiến trận. Khả năng mà các tàu tuần dương bọc thép Nhật Bản thể hiện trong trận Tsushima, đặc biệt là của Nisshin, hầu như đã dẫn đến sự bùng nổ việc đóng tàu tuần dương bọc thép trong hải quân các nước toàn thế giới.

## Sự lạc hậu

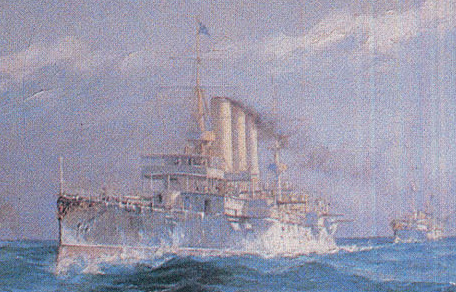
Tàu tuần dương bọc thép Chile O'Higgins (1898) là soái hạm của Hạm đội Chile cho đến năm 1931.

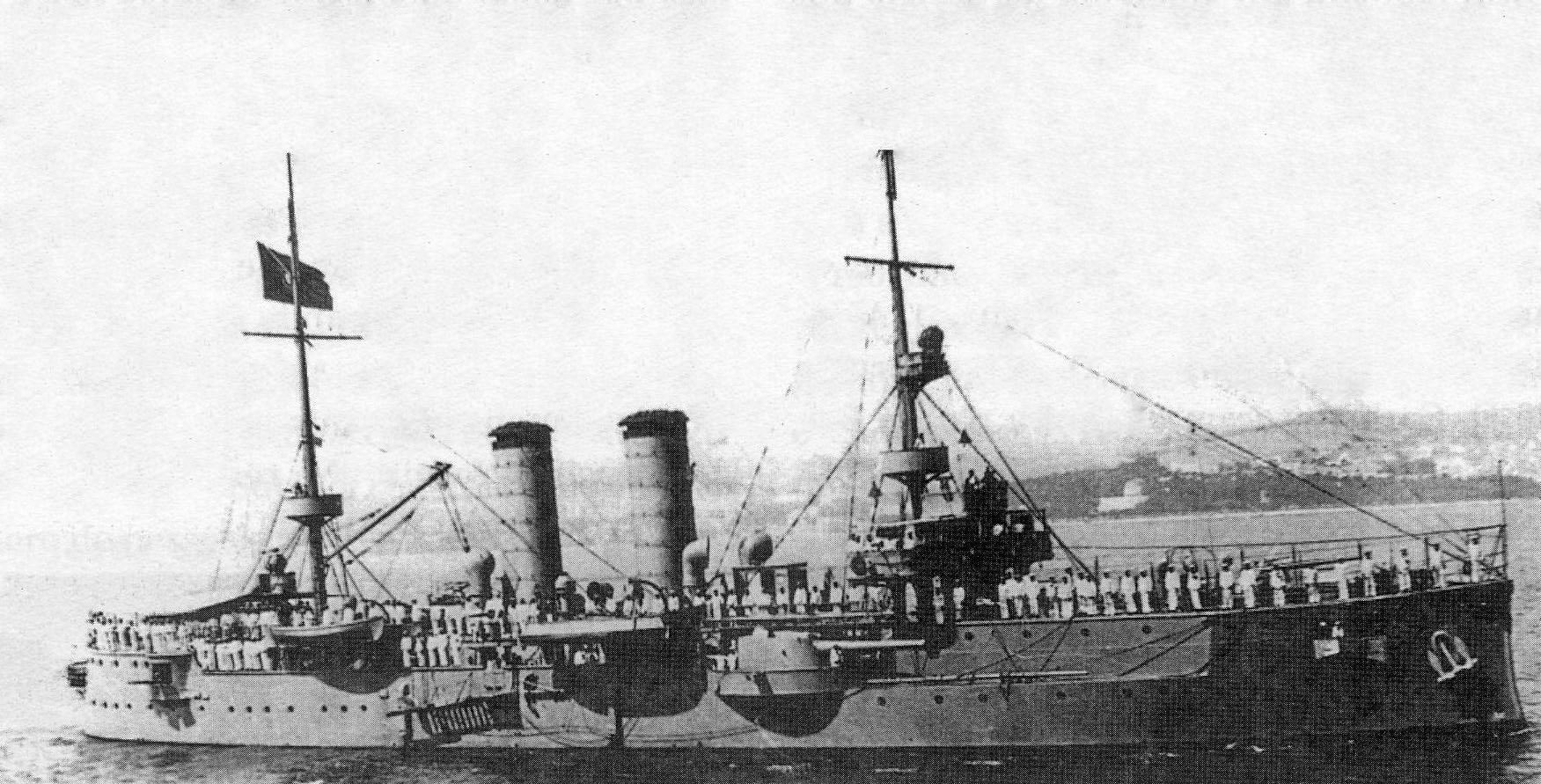
Tàu tuần dương bọc thép Bồ Đào Nha Vasco da Gama (1901).

Tàu tuần dương bọc thép đột nhiên bị xem là lạc hậu vào năm 1907, khi Hải quân Hoàng gia giới thiệu lớp tàu chiến-tuần dương Invincible. Chỉ một năm trước đó, người Anh cũng đã cho hạ thủy thiết giáp hạm "toàn súng lớn" mang tính cách mạng HMS Dreadnought. Lớp Invincible cũng có dàn pháo chính bao gồm các khẩu pháo cỡ nòng lớn đồng nhất, đánh đổi vỏ giáp để có tốc độ cao hơn so với Dreadnought. Giống như Dreadnought đã khiến cho mọi thiết giáp hạm trước đó trở thành lạc hậu (và chúng bị đổi tên thành tiền-dreadnought), Invincible có ưu thế về hỏa lực, tốc độ và sự bảo vệ so với tàu tuần dương bọc thép.
Chiếc tàu tuần dương bọc thép cuối cùng được chế tạo là chiếc SMS Blücher của Đức. Cho dù nó có thể là chiếc tốt nhất trong kiểu tàu của nó, nó không thể nào sánh được với những tàu chiến-tuần dương mới. Nó có thể được xem là một thiết kế trung gian hướng đến các tàu chiến-tuần dương Đức trong tương lai, lớn hơn mọi tàu tuần dương bọc thép trước đó, và các khẩu pháo của nó là lớn nhất trong kiểu tàu của nó, mặc dù vẫn nhỏ hơn các tàu chiến-tuần dương tiếp theo. Blücher được cho hoàn tất một phần là vì người Anh đã che giấu người Đức về những đặc tính của Invincible', và cũng vì Blücher đã được chế tạo gần hoàn tất lúc mà thiết kế thật của các tàu chiến-tuần dương Anh được bộc lộ.

### Chiến tranh Thế giới thứ nhất
Trận Coronel, vốn diễn ra không lâu trước cuộc đụng độ tại quần đảo Falkland, là một trong những trận chiến sau cùng mà các bên tham gia chính là những tàu tuần dương bọc thép; các trận chiến sau này đều do thiết giáp hạm thời đại dreadnought và tàu chiến-tuần dương thống trị. Không giống những chiếc tiền-dreadnought, tàu tuần dương bọc thép vẫn đóng một vai trò tích cực trong Chiến tranh Thế giới thứ nhất nhờ tốc độ cao của chúng, và thường được dùng để đối phó các tàu dreadnought, nơi mà chúng thể hiện kém cỏi.
Ví dụ như, trong trận chiến quần đảo Falkland, SMS Scharnhorst và Gneisenau bị các tàu chiến-tuần dương HMS Invincible và Inflexible đánh chìm. Vị chỉ huy Đức, Phó Đô đốc Maximilian von Spee đã từng nhận định chiếc soái hạm của hải quân Hoàng gia Australia HMAS Australia vượt trội hơn lực lượng tàu tuần dương bọc thép và tàu tuần dương hạng nhẹ của ông. Trong cuộc đụng độ tại quần đảo Falkland, trong khi các khẩu pháo Đức hầu hết đều chính xác, chúng đã không thể gây hư hại đáng kể cho các tàu chiến-tuần dương Anh, vốn đã xoay chuyển tình thế khi bắt đầu bắn trúng các tàu chiến của von Spee.
Trong trận Dogger Bank, chiếc SMS Blücher bị phá hỏng bởi một quả đạn pháo từ một tàu chiến-tuần dương Anh, khiến tốc độ của nó bị giảm còn 31,5 km/h (17 knot). Điều này đã buộc Đô đốc Franz von Hipper phải chọn hy sinh chiếc tàu tuần dương bọc thép (bị đánh chìm với tổn thất nhân mạng cực lớn) để các tàu chiến-tuần dương hiện đại và có giá trị của mình thoát được. HMS Warrior, Defence và Black Prince bị mất trong trận Jutland khi chúng tình cờ lọt vào tầm nhìn và tầm bắn của hàng chiến trận Hải quân Đế quốc Đức, vốn bao gồm nhiều tàu chiến-tuần dương và thiết giáp hạm dreadnought.

## Kết thúc kỷ nguyên tàu tuần dương bọc thép
Vào ngày 17 tháng 7 năm 1920, khi áp dụng tiêu chuẩn hóa cách đặt số liệu lườn tàu, mọi tàu tuần dương bọc thép đều được sáp nhập chung với tàu tuần dương bảo vệ thành một kiểu "tàu tuần dương" duy nhất mang ký hiệu phân loại lườn tàu 'CA', đặt một dấu chấm hết cho việc sử dụng từ ngữ "tàu tuần dương bọc thép" trong Hải quân Hoa Kỳ. Hiệp ước Hải quân London năm 1930 về bản chất đã loại bỏ từ "tàu tuần dương bọc thép" và áp dụng các khái niệm tàu tuần dương hạng nặng và tàu tuần dương hạng nhẹ. Sau đó, ký hiệu 'CA' được dùng để chỉ tàu tuần dương hạng nặng.
Một tàu tuần dương bọc thép được thiết kế trễ vẫn còn tồn tại: tàu tuần dương Hy Lạp Georgios Averof, được đóng trong những năm 1909–1911, hiện đang được bảo tồn như một bảo tàng tại Hy Lạp.

## Sự khác biệt giữa tàu tuần dương bọc thép và tàu tuần dương hạng nặng
Tàu tuần dương bọc thép không phải là một tổ tiên gần của tàu tuần dương hạng nặng, cho dù cái tên được đặt gợi ý cho điều này. Cho đến năm 1905, tàu tuần dương bọc thép đã tăng trưởng về kích cỡ và sức mạnh suýt soát với những thiết giáp hạm tiền-dreadnought vào lúc đó, với trọng lượng rẽ nước vào khoảng 15.000 tấn, lớn hơn đáng kể so với 10.000 tấn của các tàu tuần dương hạng nặng. Xu hướng này dẫn đến tàu chiến-tuần dương, vốn ban đầu được nhận thức như là một tàu tuần dương bọc thép có kích cỡ tương đương một thiết giáp hạm dreadnought. Đến năm 1915, cả thiết giáp hạm và tàu chiến-tuần dương đều đã tăng trưởng đáng kể; ví dụ như HMS Hood, được thiết kế trong khoảng thời gian đó, có trọng lượng rẽ nước 45.000 tấn.
Vào giai đoạn giữa hai cuộc thế chiến, khoảng cách to lớn giữa tàu tuần dương hạng nặng và tàu chiến chủ lực cùng thế hệ cho thấy tàu tuần dương hạng nặng không thể trông mong để sử dụng như những thiết giáp hạm cỡ nhỏ. Ngược lại, tàu tuần dương bọc thép là một phần của hàng chiến trận chính cùng với các thiết giáp hạm tiền-dreadnought, và một số tàu tuần dương bọc thép duy trì sự hiện diện của chúng quanh các dreadnought và tàu chiến-tuần dương.
Còn có những khác biệt kỹ thuật quan trọng giữa tàu tuần dương bọc thép và tàu tuần dương hạng nặng, mà một số phản ảnh khoảng cách về thế hệ giữa hai kiểu tàu. Tàu tuần dương hạng nặng, giống như mọi tàu chiến hiện đại, thường vận hành bằng động cơ turbine hơi nước đốt dầu và có tốc độ nhanh hơn nhiều so với tàu tuần dương bọc thép vốn vận hành bằng động cơ hơi nước ba buồng bành trướng đặt dọc đốt than vào thời của nó. Giống như tàu tuần dương bảo vệ tiền bối và các tàu tuần dương hạng nhẹ đương đại, tàu tuần dương hạng nặng thiếu một đai giáp hông, vốn để tiết kiệm trọng lượng nhằm đạt được tốc độ cao. Cỡ pháo tối đa của dàn pháo chính trên tàu tuần dương hạng nặng là 203 mm (8 inch), nhỏ hơn so với các khẩu tiêu biểu 233 mm (9,2 inch) trên những tàu tuần dương bọc thép sau cùng. Dù sao, tàu tuần dương hạng nặng thường có số lượng lớn pháo chính, so với việc tàu tuần dương bọc thép có các cỡ pháo hỗn hợp thay vì đồng nhất; và loại bỏ các khẩu pháo bên mạn để sử dụng tháp pháo dọc theo trục trung tâm vốn tiết kiệm trọng lượng và cho phép bắn toàn bộ mọi khẩu pháo qua mạn tàu. Tàu tuần dương hạng nặng cũng được hưởng lợi nhờ việc áp dụng hệ thống kiểm soát hỏa lực trong những năm 1920 và 1930, cải thiện độ chính xác một cách đáng kể.